# عوامل الخطورة للإصابة بسرطان الثدي
يمكن تقسيم عوامل الخطورة للإصابة بسرطان الثدي إلى عوامل يمكن تفاديها وأخرى لا يمكن تفاديها. دراستهم تنتمي إلى مجال علم الأوبئة. سرطان الثدي كغيره من أنواع السرطان الأخرى يعتبر نتيجة لعوامل بيئية متعددة وعوامل وراثية.
على الرغم من أن كثيرا من عوامل الخطر الوبائية معروفة، إلا أن السبب غير معروف لكل سرطان ثدي. ذكر بحث في علم الأوبئة أنماط الإصابة بسرطان الثدي بين سكان معينين لا أفراد مستقلين. يُعزى مايقارب 5% من الحالات الحديثة للإصابة بسرطان الثدي إلى متلازمات وراثية في حين تُشكل عوامل الخطر المعروفة ما يقارب 30% من حالات الإصابة.

## العمر
خطر الإصابة بسرطان الثدي يزداد مع تقدم العمر. وتكون عرضة المرأة للإصابة بسرطان الثدي في الستينيات من عمرها أعلى بما يفوق 100 مرة منها في العشرينيات. إذا عاش كل النساء إلى عمر 95، امرأة من كل ثمان نساء تقريبا ستُشخَّص بسرطان ثدي في مرحلة من مراحل حياتها. رغم ذلك، الخطورة الفعلية أقل من ذلك لأن 90٪ من النساء يمُتْن قبل سن الخامسة والتسعين من النوبات القلبية والسكتات الدماغية أو أنواع السرطان الأخرى.
تزداد احتمالية الإصابة بسرطان الثدي مع تقدم العمر إلا أنه يميل للخطورة أكثر لدى المصابين الأصغر عمراً.

## الجنس
الرجال أقل عرضة بكثير لخطر الإصابة بسرطان الثدي من النساء. في الدول المتطورة، تقريبا 99٪ من حالات سرطان الثدي تُشخّص عند النساء؛ الرجال يمثلون 5-15٪ من حالات سرطان الثدي في عدد قليل من البلدان الأفريقية التي تمثل.أعلى حالات الإصابة بسرطان الثدي لدى الرجال. معدل الإصابة بسرطان الثدي ارتفع بعض الشيء لدى الرجال
الأشخاص الرجال المصابين بسرطان الثدي يميلون إلى كونهم أكبر من النساء المصابات بسرطان الثدي., يكونون أكثر عرضة للإصابة بأورام متصلة بمستقبلات الهرمونات الإيجابية فحوالي ستة من سبعة حالات كانت متصلة بمستقبل الهرمون الإيجابي استروجين. عموماً، هو أسوأ على الرجال من النساء.

## الوراثة
المملكة المتحدة كونها عضواً في الاتحاد الدولي لسرطان الجينوم فهي تقود الجهود لرسم خريطة جينوم سرطان الثدي الكامل.
BRCA1 وBRCA2 rn
في 5٪ من حالات الإصابة بسرطان الثدي يوجد عامل خطر وراثي قوي.
BRCA1 وBRCA2, اثنان من الجينات الجسدية السائدة، سبب في أكثر حالات سرطان الثدي النسائية. النساء الحاملات لطفرة ضارة في الجين (BRCA) معرضات بنسبة 60٪ إلى 80٪ للإصابة بسرطان الثدي خلال حياتهن. سرطانات أخرى ذات صلة تشمل سرطان الثدي وسرطان البنكرياس. لو تم تشخيص أم أو أخت بسرطان الثدي فإن احتمالية طفرة الجين الوراثي (BRCA1 & BRCA2) تزيد بمقدار الضعف من النساء اللواتي ليس لديهم تاريخ عائلي بالمرض. توجد الفحوصات التجارية لجينات BRCA1 & BRCA2 في معظم الدول المتطور منذ عام 2004 .
بالإضافة إلى جينات BRCA المتصلة بسرطان الثدي، تم اكتشاف وجود الجين NBR2, بالقرب من جين سرطان الثدي رقم 1, والبحث في تأثير تسببه بسرطان الثدي لازال مستمراً.

### جينات أخرى
و يُعتقد بأن الأرورام الوراثية التي تسببها الجينات BRCA1 أو BRCA2 وحتى الأورام السرطانية العَرَضية ناتجة عن ظهور طفرات ضعيفة النفاذ عالية الإنتشار في جينات متعددة. على سبيل المثال، تم التعرف على تعدد الأشكال في الجينات المرتبطة بعملية التمثيل الغذائي لهرمون الاستروجين و/ أو المواد المسرطنة (CYP1A1, CYP1B1, CYP17, CYP19, COMT, NAT2, GSTM1, GSTP1, GSTT). .)، إلى هرمون الاستروجين، الهرمون الذكري، وفيتامين د والتي تعمل (ESR1، AR، VDR)، على تفعيل المشترك من النسخ الجينية (AIB1)، لمسارات استجابة ضرر الـDNA (CHEK2، HRAS1، XRCC1، XRCC3، XRCC5). تسلسل المتغيرات لهذه الجينات التي هي شائعة نسبياً لدى السكان قد تترافق مع ارتفاع صغير إلى متوسط في نسبة خطر الإصابة بسرطان الثدي. الجمع بين هذه المُتغيّرات قد يؤدي إلى آثار مضاعفة. السراطانات المتفرقة من المرجح أن تكون ناتجة عن التفاعل المعقد بين التردد المنخفض للجينات (مغايرات الخطر) والعوامل البيئية. مع ذلك، يُشتبه في تأثير معظم هذه المُتغيّرات على خطر الإصابة بسرطان الثدي، وأكّد ذلك الدراسات السكانية الكبيرة. بالفعل، الجينات ذات النفاذية الضعيفة من الصعوبة تتبعها خلال العائلات، وينطبق ذلك علي الجينات المهيمنة ذات المخاطر العالية
جزء من أورام الثدي الوراثية الغير معتمده على جين BRCA1 وBRCA2 rnقد تكون مرتبطة بمتلازمات نادرة حيث يكون سرطان الثدي مكون واحد مثل هذه المتلازمة تنتج من طفره جنيه في TP53 (متلازمة Li-Fraumei), ATM (Ataxia telangiectasia), STK11/LKB1(متلازمة Peutz-Jeghers), PTEN (متلازمة Cowden).
RAB11FIPو TP53وrs4973768ايضا مرتبطين بإرتفاع نسبة الإصابة بسرطان الثدي rs6504950 مرتبط بانخفاض خطر الإصابة بسرطان الثدي.
طفرات في RAD51C تورث ارتفاع خطورة الإصابة بسرطان الثدي والمبايض.
الأشخاص الذين سبق تشخيص إصابتهم بسرطان المبيض، سرطان الثدي، سرطان الرحم، أو سرطان الأمعاء. لديهم احتمالية أكبر للإصابة بسرطان الثدي في المستقبل.rn أمهات الأطفال الذين يعانون من رخاوة الأنسجة قد يزداد لديهنّ خطر الإصابة بسرطان الثدي. الرجال الذين يعانون من سرطان البروستات قد تزداد لديهم مخاطر الإصابة بسرطان الثدي، على الرغم من أن الخطر الفعلي مازال منخفضاً.

## عوامل غذائية

### الكحول
الكحول هو أحد العوامل المسببة لسرطان الثدي بين النساء. لخصت دراسة أجريت على مليون واحدة من النساء البريطانية في منتصف العمر، أن استهلاك الكحول يوميا يزيد من نسبة الإصابة بسرطان الثدي ب11 حالة في كل 1000 امرأة هذا يعني أن مجموعة الـ1000 امرأة اللاتي يستهلكن الكحول مرة يومياً سيكون لديهنّ 11 حالة مصابة بسرطان الثدي، مقارنةً بأولئك اللاتي يستهلكن الكحول اقل من مرة اسبوعياً. وأن مجموعة الـ1000 امرأة اللاتي يستهلكن الكحول 4 مرات يومياً سيكون لديهنّ أكثر من 44 حالة مصابة بسرطان الثدي مقارنة بأولئك اللاتي لا يستهلكن الكحول أبداً. تناول المشروب مرة أو مرتين يومياً يزيد نسبة الخطر بالإصابة إلى 150٪ عن المعدل الطبيعي، وتناول المشروب ست مرات يومياً يزيد الخطر إلى 330٪ عن المعدل الطبيعي. حوالي 6% من حالات سرطان الثدي المسجلة في المملكة المتحدة هي بسبب شرب النساء للكحول. أحد مسببات الكحول الأساسية لسرطان الثدي هو زيادة هرمون الاستروجين.

### امتصاص الدهون
وقد تم فحص التأثيرات الغذائية منذ عقود ومع نتائج متضاربة لم يتم تأكيد إعتماديّتها إلى حدٍ كبير. تشير إحدى الدراسات الحديثة أن الوجبات الغذائية قليلة الدهون قد تقلل من خطر الإصابة بسرطان الثدي أو رجوعه بشكل ملحوظ. وأظهرت دراسة أخرى عدم وجود أيّ مساهمة لكمية الدهون الغذائية في الإصابة بسرطان الثدي لدى أكثر من 3000000 امرأة. فشلت دراسة عشوائية عن إثبات أن اتباع حمية غذائية منخفضة الدهون تؤدي إلى انخفاض إحتمالية الإصابة بسرطان الثدي في المجموعة التي خصصت لها حمية غذائية منخفضة الدهون على الرغم من أن الكاتب وجد أدلة على انتفاع النساء في المجموعة الذين قاموا بالحمية بطريقة صارمة. وجدت مجموعة دراسة محتملة، الممرضات دراسة الصحة الثانية، زيادة حدوث سرطان الثدي لدى النساء قبل انقطاع الطمث فقط، مع ارتفاع كمية من الدهون الحيوانية، ولكن ليس الدهون النباتية. ككل، تشير هذه النتائج إلى وجود علاقة محتملة بين تناول الدهون الغذائية والإصابة بسرطان الثدي، بالرغم من صعوبة قياس هذه التفاعلات في مجموعة كبيرة من النساء.

### الأحماض الدهنية الغذائية المحددة
وبالرغم من الاداعاءات الكثيرة التي بذلت في الأدب الشعبي، إلا أنه لا توجد أدلة قوية تربط بين الدهون وسرطان الثدي.rn
وجدت دراسة نُشِرَت في عام 2001م، أن هناك مستويات عالية من الأحماض الدهنية غير المشبعة الأحادية MUFAs ا خصوصاً حمض الأولييك في أغشية كريات الدم الحمراء، لدى النساء اللاتي في مرحلة متطورة من سرطان الثدي بعد سن اليأس أو انقطاع الطمث.
و في نفس الدراسة توضح أن النظام الغذائي الغني بالدهون أحادية التشبع (MUFAs) ليس بسبب أساسي في تكون غشاء خلايا الدم الحمراء، بينما أكثر الزيوت في أنسجة الثديات مكونة من بقايا الدهون المشبعة المفتاح الأساسي للتحويل يتم التحكم به عن طريق Delta9-desaturated، الذي أيضاً ينظم تحول الدهون المشبعة الأخرى مثل (SFAs) (myristic and palmitic) ناقشت الدراسة أن الدهون التي تحتويها الحمية الغذائية لها تأثير مهم على نشاط الـDelta9-d، بينما المستويات العالية من SFAs تزيد نشاط Delta9-d إلى ضعفين أو ثلاثة أضعاف، في حين أن الأحماض الدهنية المتعددة غير المشبعة (PUFAs) تنقص. هذه النتيجة تتناقض جزيئاً مع الدراسة الأخيرة، التي تُظهِر علاقة مباشرة بين الاستهلاك العالي من اوميجا 6 والأحماض الدهنية، وسرطان الثدي في مرحلة مابعد سن اليأس وانقطاع الطمث لدى النساء.

### هرمون الاستروجين النباتي
لقد تمت دراسة هرمون الاستروجين النباتي على نطاقٍ واسع على الحيوان والإنسان في المختبر والدراسات الوبائية. الدراسات فشلت في ملاحظة أي آثار ايجابية أو سلبية مسببة لسرطان الثدي من هرمون الاستروجين النباتي البحوثات تدعم النتائج التالية:
تناول هرمون الاستروجين النباتي في وقت مبكر من سن المراهقة قد يقي من التعرض لسرطان الثدي لاحقاً. المخاطر المحتملة من الايسوفلافون على نسيج الثدي في النساء المعرضات للإصابة بسرطان الثدي مازالت غير واضحة.

### الكالسيوم
بعض الدراسات وجدت علاقة بين تناول الكالسيوم وانخفاض خطر الإصابة بسرطان الثدي.
دراسة صحة الممرضات وجدت أن تناول الكالسيوم في حمية غذائية متبعة يقلل نسبة خطورة سرطان الثدي إلى 33٪ وأجمعت جمعية الغذاء للوقاية من السرطان في دراستها الثانية على أن معدل خطورة الإصابة بسرطان الثدي ينخفظ بنسبة 20٪ عند حصول الجسم على 1250ملغ من الكالسيوم. أظهرت دراسة عن صحة المرأة بوجود علاقة عكسية بين معدل الكالسيوم الكلي وخطر الإصابة بسرطان الثدي قبل سن اليأس. وفي دراستين أخريتين، احدهما في فرنسا والأخرى في فنلندا اظهرتا أن هنالك علاقة عكسية بين تناول الكالسيوم والإصابة بسرطان الثدي
- فرضيات:

عنصر الكالسيوم يقلل من تكاثر الخلايا ويؤدي إلى تمايز الغدد الثديية زيادة نسبة الكالسيوم المتناول في الأطعمة يقلل من صغر الغشاء الظهاري في غدد الصدر بسبب الدهون، وأيضاً يقلل صناعة المواد المسرطنة في الجسم كثافة الثدي ترتبط إيجابياً مع سرطان الثدي. تناول الكالسيوم في حمية غذائية يقلص سمك الثدي زيادة نسبة الكالسيوم في الطعام وجد أنه يؤدي إلى تقليل أمراض الغشاء الظهاري، التي تعتبر سابقة لسرطان الثدي.

### فيتامين د
فيتامين د له علاقة بتقليل خطر الإصابة بسرطان الثدي ويمكن من زيادة نسبة تقَبّل العلاج في دراسة تمت بجامعة رتشيستر ميديكال سنتر في 2011 وجدت بأن نقص معدلات فيتامين د بين النساء المصابات بسرطان الثدي يتناسب طرديًا مع أورام أكثر عدائية وتقَبّل أقل للعلاج دراسة أوضحت أيضاً أنه مستوى فيتامين د في حال كان أقل من المستوى المطلوب، يؤدي إلى نتائج أسواء في مستوى الأنزيمات التي تساعد الطبيب في توقع النتائج بعد العلاج في سرطان الثدي الباحث الرئيس ذكر أنه بناء على هذه النتائج، على الأطباء أن يلاحظوا معدل فيتامين د لدى مرضى سرطان الثدي وتصحيحه عند اللزوم
- فرضيات:

تحسن مستقلبات فيتامين د (25(OH)D, 1,25 (OH2 D) التمايز الخلوي وهي مهمة للوقاية الكيميائية. إن انخفاض مستويات التوزيع من D (OH) 25 في مرحلة المراهقة، قد يكون عاملاً هاماً مهيئاً لخطر الإصابة بسرطان الثدي في الحياة.

### الخضروات الكرنبية
في دراسة نشرتها مجلة الجمعية الطبية الأمريكية وجد محققوا الطب الحيوي أن مدخول الخضروات الكرنبية (البروكلي، القرنبيط، الكرنب، اللفت، البراعم الكرنبية) يتناسب عكسيا مع نشوء السرطان. الخطر النسبي بين النساء العشرة اللاتي يأكلن الخضروات الكرنبية (متوسط 1.5 في كل يوم)مقارنة بالعشرة الأقل (واللاتي تقريبا لا يأكلنها) كانت بنسبة 0,54 كما أن النساء اللاتي يأكلون حوالي 1,5 من الخضروات الكرنبية كل يوم، تقل نسبة الإصابة بسرطان الثدي لديهن بنسبة 42٪ عن الأخريات

### النظام الغذائي للدولة
للبيئة تأثير كبير فهي المسؤولة المرجحة لاختلاف معدلات سرطان الثدي بين الدول باختلاف العادات الغذائية. وقد قاس الباحثون منذ فترة طويلة أن معدلات الإصابة بسرطان الثدي في عدد المهاجرين يتغير حتى يصل لمعدلات تشابه المعدلات في البلد المضيف بعد بضعة أجيال يُعزى السبب في ذلك لتغيير المهاجرين لحميتهم الغذئية تبعًا لنظام الدولة المُضيفة المثال النمطي لهذه الظاهرة هو تغير معدلات حالات سرطان الثدي لدى المهاجرات اليابانيات بعد وصولهن للولايات المتحدة

### الفطر
في دراسة في 2009 لمراقبة عادات الطعام لـ 2,018 امرأة اقترحت بأن النساء اللواتي يتناولن الفطر انخفض لديهن معدل الإصابة بسرطان الثدي بمقدار النصف النساء اللاتي كن يتناولن الفطر والشاهي الأخضر، قلت نسبة إصابتهن بسرطان الثدي 90%. وفي دراسة حالة محكمة، مكونة من 362 امرأة كورية، ذُكِرَ أيضاً وجود ارتباط بين استهلاك الفطر وانخفاض خطر سرطان الثدي.

### نقص اليود
افترضت التأثيرات الوقائية لليود على سرطان الثدي من الدلائل الوبائية ووصفت في النماذج الحيوانية.

## السمنة وعدم ممارسة التمارين الرياضية
ارتفاع الوزن بعد إنقطاع الطمث يزيد الخطر لدى النساء. في دراسة أجريت عام 2006، وُجد أن ازدياد وزن المرأة بمقدار 9.9 كيلو جرامات (22 رطلاً) وذلك بعد انقطاع الطمث يزيد من خطر الإصابة بسرطان الثدي بنسبة 18%. قلة التمارين الرياضية لها علاقة بسرطان الثدي حسب المعهد الأمريكي للأبحاث السرطانية
قرنت العديد من الدراسات العلمية السمنة بزيادة خطر الإصابة بسرطان الثدي. هناك بعض الأدلة تشير على أن من لديهم زيادة في دهون الجسم بوقت تشخيص اصابتهم بسرطان الثدي، لديهم معدل أعلى لعودة السرطان والوفاة. أيضا أظهرت الدراسات أن النساء اللاتي يعانين من السمنة المفرطة أكثر عرضة للإصابة بأورام أكبر
ارتفاع الوزن بعد التشخيص تم ربطه أيضاً لمعدلات أعلى من عودة سرطان الثدي والوفاة إلا أنه هذه النتائج ليست متوافقة غالباً ارتفاع الوزن أقل شدة مع العلاجات الكيميائية الجديدة. إلا أن هناك دراسة واحدة وجدت خطر هام لسرطان الثدي مع معدل الوفيات في النساء اللاتي أرتفع وزنهن مقارنة مع اللاتي حافظن على وزنهن. ومع ذلك، فإن الدراسات الجماعية والتجارب السريرية لم تظهر علاقة ذات دلالة إحصائية بين زيادة الوزن بعد التشخيص ووفيات سرطان الثدي.
فقدان الوزن بعد التشخيص لم يظهر أنه يخفض من خطر عودة سرطان الثدي أو معدل الوفيات، من ناحية أخرى، النشاط البدني له ارتباط بتقليل نسبة خطورة سرطان الثدي بالنسبة للأشخاص المصابون، كما أنه لا يؤدي إلى الموت بسبب فقدان الوزن لاتوجد إحصائيات دقيقة تربط العلاقة بين فقدان الوزن والنشاط البدني وتأثيرها بتشخيص الإصابة بسرطان الثدي
هناك جدل حول ارتباط السمنة بإرتفاع معدل الإصابة بسرطان الثدي، ويرجع ذلك إلى الاختلاف البيولوجي للسرطان نفسه، أو الاختلافات في العوامل الأخرى كالممارسات الصحية. وقد اُقتُرِح أن السمنة قد تكون عاملاً محدداً لفحص سرطان الثدي عن طريق التصوير الشعاعي للثدي. وجدت الدراسات العلمية السابعة عشر في الولايات المتحدة، أنه مع زيادة السمنة لدى النساء فوق الأربعين من العمر، ينخفض معدل التصوير الإشعاعي للثدي بشكل ملحوظ. عند التصنيف على أساس العِرْق (أبيض مقابل أسود) فإن هناك علاقة أقوى بين السمنة وقلة فحص الثدي بالتصوير الإشعاعي بين النساء البيض. ووجدت دراسة أخرى، انخفاض معدلات التصوير الإشعاعي للثدي بين أولئك الذين يعانون من زيادة الوزن والسمنة بالمقارنة مع النساء اللاتي بمؤشر كتلة طبيعية للجسم ـــ وظهر هذا التأثير فقط في النساء البيض. النساء السمينات هم غالباً اللاتي يرجحن الألم المصاحب لفحص الثدي بالتصوير الإشعاعي mammogramsكسبب من أسباب عدم الفحص .النساء الرشيقات أيضاً يتعذرن بالألم كسبب لعدم خضوعهن للفحص. الأسباب الأخرى التي قد تجعل النساء السمينات لا يخضعن للفحص قد تكون لعدم وجود تأمين صحي، دخل مادي منخفض أو الإنحراج من الفحص نفسه. وعلى الرغم من احتساب هذه العوامل، يبقى تأثير انخفاض معدلات الفحص كبيرة. وعلى العكس، دراسات أخرى للتصوير الإشعاعي للثدي، أكدت أنه لايوجد اختلاف يُشير لوجود فروق بيلوجية في تكوين السرطان عند النساء البدينات عنه في النساء ذوات الوزن الصحي.

## الهرمونات
زيادة معدل هرمون الاستروجين في الدم بإستمرار ترتبط بزيادة خطر الإصابة بسرطان الثدي، كما في زيادة مستوى أندروجينات الاندروستيرون والتيستوستيرون (التي تتحول مُباشرة بواسطة إنزيم الأروماتيس لهرمون الإستروجين والإستراديول بشكل متوالي.) زيادة هرمون البروجسترون في الدم لدى النساء اللاتي لم ينقطع عنهن الطمث يرتبط بإنخفاض معدل خطر الإصابة بسرطان الثدي. مجموعة من الظروف تزيد التعرض للاستروجين الذاتي منها عدم انجاب الأطفال، تأجيل انجاب الطفل الأول.عدم الإرضاع طبيعيا، الحيض المبكر وانقطاع الطمث المتأخر، كل هذه الظروف يتوقع منها زيادة خطر التعرض لسرطان الثدي مدى الحياة. من ناحية آخرى، ليس فقط الهرمونات الجنسية ولكن أيضاً مستوى الإنسولين له علاقة بخطورة الإصابة بسرطان الثدي

## الحمل والإنجاب والإرضاع الطبيعي
الإنجاب في سن مبكرة، مقارنة بمعدل عمر 24, وإنجاب أطفال أكثر (ينقص الخطر بنسبة 7% لكل طفل يتم إنجابه), والرضاعة الطبيعية (4.3% لكل سنة تُرضع المرأة فيها، مع معدل خطر نسبي يُقدر بـ 0.7(جميع هذه العوامل مرتبطة بتقليل خطر الإصابة بسرطان الثدي وفقأ لدراسات شملت مجموعة كبيرة النساء اللاتي يلدن ويرضعن أولادهن رضاعة طبيعية قبل سن العشرين قد يكون لديهن حماية أكبر في المقابل، على سبيل المثال، انجاب أول طفل في سن الثلاثين يضاعف خطر الإصابة بسرطان الثدي مقارنة بانجاب أول طفل في سن 25. عدم انجاب أي طفل يضاعف الخطر بالإصابة 3 مرات. على أية حال فإن الخطر المصاحب لعملية الإنجاب كبيرة

## الوسائل الهرمونية لمنع الحمل
العقارات المانعة للحمل الهرمونية ممكن أن تسهم بشكل طفيف في زيادة خطر الإصابة بسرطان الثدي لدى تشخيص النسوة الذين يستخدمنها وسيستخدمنها ولكن هذا التأثير قصير الأمد. في عام 1996 كان أكبر تعاون لإعادة تحليل بيانات الافراد فييما يزيد عن 150000 امرأة في 54 دراسة لسرطان الثدي وقد وجدوا عامل خطر متقارب فبين 1.24 من شخص لهم سرطان الثدي هن من مستخدمات وسائل منع الحمل فمويا.حتى بعد التوقف عنها في 10 سنوات أو أكثر لافرق يذكر. وأكثر من ذلك، فإن نسبة المشخص لهن سرطان الثدي ممن استخدمن وسائل منع حمل هرمونية هو أقل من قريناتهن الغير مستخدمات، مما يعرض احتمالية أنه أي إفراط صغير بين المستخدمين كان بسبب كشوف متزايدة ارتباط الخطر النسبي لتشخيص سرطان الثدي بالإستخدامات الأخيرة والحاليّة بوسائل منع الحمل الهرمونية لا يختلف عن التاريخ العائلي للإصابة بسرطان الثدي. اقترحت بعض الدراسات بأن النساء اللاتي استخدمن وسائل منع الحمل بعمر العشرين وقبل أول حمل كامل الأشهر أكثر تعرضا لخطورة الإصابة بسرطان الثدي، إلا أن نسبة الخطر التي تنبع من من أول استخدام بعمر أبكر غير واضحة، ولا نسبة الخطر التي تنبع أيضا من استخدامها قبل الحمل الكامل.

## علاج استبدال الهرمون
أظهرت البيانات من الملاحظة والتجارب السريرية العشوائية، بخصوص العلاقة بين العلاج بالهرمونات البديلة بعد انقطاع الطمث (سن اليأس HRT) وسرطان الثدي. أشار أكبر تحليل تبادلي (1997) للبيانات من قائمة 51 دراسة وصفية إلى خطر سرطان الثدي والذي يعاني منه 1.35 من للنساء الذين استخدموا علاج استبدال الهرمونات لمدة 5 سنوات أو أكثر بعد انقطاع الطمث.[عدل] أوقفت مبادرة الإستروجين-و-البروجستين الصحية (WHI النسائية) مبكراً تجربة عشوائية، والتي تقوم على معشاة أكثر من16,000 مرأة بعد سن إلياس لتلقي علاج الهرمونات المركبة أو المموها، (2002) نظراً لمخاطرها الصحية التي تتجاوز فوائدها. أحد النتائج الوخيمة تحض على الإنهاء كانت الزيادة الكبيرة في سرطان الثدي الكامل والعدائي (نسبة الخطر=1.24) في النساء المعتادات على تلقي الاستروجين والبروجستين خلال مامتوسطه خمس سنوات. العلاج التعويضي بالهرمونات يتعلق بسرطان الثدي وينذر بالنتائج السلبية (مراحل أكثر تقدما واورام أكبر) مقارنة مع أنواع السرطان التي تحدث في المجموعة الثانية هناك علاقة تبادلية بين استخدام وسائل منع الحمل الهرمونية والإعتماد على معالجة استبدال الهرمونات

## استئصال المبيض وإستئصال الثدي
استئصال المبيض الوقائي (إزالة المبايض) واستئصال الثدي في الأفراد مع خطورة عالية للتغيير الإحيائي لجينات بي ار سي 1 وبي ار سي ا 2 يقلل من خطر الإصابة بسرطان الثدي كما يقلل خطر الإصابة بسرطان المبيض بسبب التعادل المعقد بين المصالح والأخطار للعملية الجراحية الوقائية فإنه يوصى بها في حالات خاصة جدا.

## العلاج الهرموني
استُخدِم العلاج الهرموني للوقاية الكيماوية لدى الأفراد المعرضين لخطر الإصابة العالية بسرطان الثدي. بشكل عام، قد ينصح به في ظروف خاصة جداً في 2002 المبدأ التوجيهي في الممارسة السريرية بواسطة خدمات الوقاية الأمريكية أوصى بي أن يناقش الأطباء الوقائية الكميائية (العلاج الكيميائي) مع النساء في حالة الخطورة العالية من سرطان الثدي والخطر الأقل في المضاعفات الجانبية للعلاج الكيميائي مع الدرجة ب من التوصية التحقق اللازم

### معدلات مستقبلات الاستروجين الإنتقائية
المفاهيم العامة المبنية على دراسات لي اس أي ار ام اس من أرشيف سرطان الثدي والدراسات الإيطالية في تجارب أخرى، كان معدل انخفاض نسبة الخطر بسبب رالوكسيايفن 76%. في بي-1 دراسة وقائية بينت أن التاموكسيفين (هرمون مثبط للاستروجين) يمكن أن يمنع خطر الإصابة بسرطان الثدي لدى الأفراد الأكثر تعرضا للخطر نسبة الحد من المخاطر وصلت إلى 50% من حالات سرطان الثدي الجديدة، على الرغم من أن الحالات التي انخفضت نسبة الخطر فيها كانت على الأرجح (estrogen-receptor positive - مستقبل الاستروجين الإيجابي). (هذا مشابه لتأثير عقار الفيناسترايد في الوقاية من سرطان البروستاتا، حيث أن حالات سرطان البروستاتا التي انخفضت نسبة الخطر فيها كانت من الدرجة المنخفضة فقط). أثبتت التجربة الإيطالية وجود فوائد من التاموكسيفين
العديد من التجارب العشوائية المنظمة قد نُشرت منذ صدور التعليمات وجدت IBIS التجريبية الإستفادة من عقار التاموكسيفين. في عام 2006، وضّحت تجربة NSABP STAR أن عقار raloxifene لديه القدرة المساويه في منع سرطان الثدي مقارنةً مع عقار تاموكسيفين، ولكن وُجد أن هناك بعض الأعراض الجانبيه القليله لعقار raloxifene. استنجت (تجربة استخدام الـraloxifene للقلب - RUTE Trial) \«أن فوائد الـraloxifene في تقليل مخاطر انتشار سرطان الثدي وكسور الفقرات يحب موازنتها أمام زيادة مخاطر حدوث الجلطات الدموية الوريدية والسكتة الدماغية المميتة» في 14 سبتمبر من عام 2007م، وافقت إدارة الغذاء والدواء في الولايات المتحدة على الريلوكسيفين (إيفستا) لمنع سرطان الثدي المنتشر بين النساء بعد سن اليأس.

### تحرير اختلال الغدد الصماء
الكثير من الزينيسرجنز (مركبات استروجين صناعية) هي اختلال في الغدد الصماء، وعوامل خطر محتملة لسرطان الثدي.
ديثيلستيلبيسترول (DES) هو شكل اصطناعي من هرمون الاستروجين. تم استخدامه في بدايات عام 1940 و1970. امرأة حامل تناولت دي إي أس لتمنع بعض التعقيدات المصاحبة للحمل لكن زادت خطورة الإصابة بسرطان الثدي وزاد أيضاً من خطر الإصابة بسرطان الثدي في البنات المتعرضات له قبل الولادة بعد أن يصلن إلى سن 40 عاما.
وعلاوة على ذلك، هنالك تعرض لاختلال الغدد الصماء من البيئة، بالإضافة إلى الفيتويستروغنز المذكورة أعلاه في قسم النظام الغذائي. أنظر إلى الزينيسرجنز في العوامل البيئية أدناه
وحسب إحدى الرؤى، فالآليات الرئيسية التي تجعل المركبات البيئية تزيد من خطر سرطان الثدي تعمل مثل الهرمونات، خصوصا الاستروجين، أو تؤثر على القابلية للتسرطن الأدلة حتى الآن تدعم بشكل عام وجود علاقة بين سرطان الثدي والهيدروكربونات العطرية متعددة الحلقات ومركبات ثنائي الفينيل متعدد الكلور. الديوكسينات والمذيبات العضوية، من ناحية أخرى، أظهرت فقط وجود ارتباط في دراسات متفرقة ومحدودة منهجياً، ولكنها توحي إلى ترابط ما. وبشكل عام، ومع ذلك، لا تزال الأدلة قائمة على عدد صغير نسبيا من الدراسات.

## زينيسرجنز
الكثير من الزينيسرجنز (مركبات استروجين صناعية) هي اختلال في الغدد الصماء، وعوامل خطر محتملة لسرطان الثدي. الاختلال في الغدد الصماء هي الفرضية القائلة بأن بعض المواد الكيميائية في الجسم، مثل ثنائي الفينول أ، قادرة على التدخل في إنتاج وتصنيع ونقل الهرمونات.
مجموعة كبيرة ومتنامية من الأدلة تشير إلى أن التعرض لبعض المواد الكيميائية السامة والمركبات المحاكية للهرمون بما في ذلك المواد الكيميائية المستخدمة في المبيدات ومستحضرات التجميل ومنتجات التنظيف تساهم في تطور سرطان الثدي.
تزايد انتشار هذه المواد في البيئة قد يشرح تزايد نسبة حدوث سرطان الثدي، على الرغم من أن الأدلة المباشرة ضئيلة.

## ثنائي الفينول A
ثنائي الفينول مركب كيميائي يستخدم إنتاج مادة البلاستيك وله دور في العديد من المنتجات التجارية مثل أجهزة الكمبيوتر المحمولة وزجاجات الأطفال والحاويات وأنانبيب المياه وكذلك يستخدم في صنع معدات المختبرات والمستشفيات أُنتج ثنائي الفينول لأول مرة في عام 1891, ولكن لم تُكتشف خصائصه الإستروجينية حتى منتصف الثلاثينات الميلادية. وفي وقتنا الحالي تعتبر Xenoestrogen وعملها كمسبب لإضطرابات الغدد الصماء بسبب تصادمها مع هرمونات داخل الجسم وبالتالي تكون سبباً في عطل الوظائف الحيوية للغدد الصماء. اعتبرت إدارة الأغذية والأدوية (FDA) أن وجود ثنائي الفينول (BPA) بمعدلات قليلة في الأطعمة أمرًا آمنًا، ولكن يظل الأمر تحديًا مع زيادة المعلومات المُكتشفة مع مرور الوقت بخصوص آثار المواد الكيميائية.
تظهر معدلات التعرض قبل الولادة للجرعات ذات الصلة بيئياً من BPA زيادة في عدد فرط التنسج داخل القنوات (آفات قبل سرطانية) في الغدد الثديية الذي يظهر خلال المراهقة، في حين أن الجرعات العالية تحرض تطور كارسينومات في نسج الثدي. الحيوانات التي تعرضت لثنائي الفينول قبل الولادة تُطوِّر أو ينمو لديها أورامأ ملموسة، كما أظهرت جميع الدراسات زيادة قابلتيها للإصابة بأورام الغدة الثديية والتي تظهر في سن البلوغ تعرُّض فأر السدود لمعدلات بيئية طبيعية من ثنائي الفينول (BPA) خلال مرحلة التمييز العضوي يُؤدي إلي تغييرات هامة تحدث في الغدة الثديية لديها. خلص البحث إلى أن تعرض الأجنة لجرعات قليلية من (BPA) يؤدي إلى تعديل تشكل الغدة الثديية، وبالتالي تواجد التقرحات التي تسبق السرطان والأورام المركبة
ثمة دراسة تطمح لتحديد ما إذا كان التعرض المبكر لمادة (BPA) يساهم في تسريع التسرطن الثديي في صيغة (DMBA)في سرطان الثدييات المنقرضة في هذه الدراسة، قام العلماء بتعريض الفئران حديثة الولادة / والتي لم تصل سن البلوغ إلى BPA عن طريق الرضاعة الصناعية بتراكيز مختلفة 0، 25، و250 مايكروجرام لكل كيلوجرام من الوزن في اليوم الواحد لدراسات تكَوٌّن الأورام، عُرّضت بويضة لـ 30 dimethylbenzanthracene ملجم/كجم من وزن الجسم في اليوم ال50 من العمر. DMBA يحفز وجود السرطان في الثدييات ويسمح للكيميائيات لتشكل سرطانا الثدييات كي تزيد عدد الثدييات المصابة به وأظهرت نتائج الدراسة أن الفئران الإناث في السيطرة، BPA 25، والجماعات BPA 250 تديرها المادة المسرطنة عرض أي جرعة تبعا للزيادة في BPA الأورام الثديية. وكانت الجماعات 2,84، 3,82، و5.00 في الفئران حاملة أورام الثدي على التوالي. التعالج بـ BPA خفض كذلك كمون الورم، مع الكمون ورم متوسط بين 65 و53، و56.5 يوما ل0، BPA 25، والجماعات BPA 250 على التوالي تعرض الأمهات لثنائي الفينول أ -BPA أثناء وقت الرضاعة أدى إلى التقليل من وقت الكمون الأول للورم، كذلك أدى إلى ارتفاع عدد المواد المسرطنة الناجمة عن الأورام الثدية في نسل الإناث. وإذا وجد هذا التأثير في القوارض فإنه ينطبق على البشر، حتى لو كان التعرض لل BPA قليلا لأن سيسهم في زيادة خطورة الإصابة بسرطان الثدي
معدل حدوث سرطان الثدي العفي النساء يرتبط مع التعرض الطويل لمستويات عالية من الاستروجينات الزينيسرجنز، مثل ثنائي الميثول الإستروجيني، لديه القدرة على تشويش الإجراءات الهرمونية العادية. تقدم هذه الدراسة دليلًا على تأثير ثنائي الميثول الاستروجينية في هذه الدراسة تم علاج الخلايا الظهارية البشرية الثدي المسماة MCF-10F مع 10-3 M 10-5 M، M 10-4، 10-6 M BPA وبشكل مستمر لمدة أسبوعين ماتت الخلايا المُعالَجة بـ"10-3 M BPA " في ثاني أيام العلاج كانت تركيزات "10-4 M BPA" أيضا سامة للخلايا النسيج الظاهري أو الطلائي، فقد ماتت بدورها في اليوم الرابع من العلاج أشارات هذه المعلومات إلى أن تركيزات مادة BPA تعتبر سامة ل خلايا MCF-10F cells. بعد مراقبة دامت أسبوعين لوحظ بأن الخلايا تشكلت بنسب عالية على هياكل تشبه القنوات في الكولاجين خلايا MCF-10F تم معالجتها عن طريق 10-5 M و10-6 M BPA مع نسبة عالية من الكتلة الصلبة 20 % 27 % على التوالي هذه البيانات تشير إلى أن ثنائي الميثول الإستروجيني قادر على تحفيز التحول الورمي لخلايا الثدي الظهارية البشرية. تشارك التغييرات الجينية في المراحل المبكرة من بدء السرطان عن طريق تغيير الـductulogenesis. كان BPA قادراً على حمل تحول الثدي البشري MCF-10F الخلايا الظهارية. بعد العلاج بثنائي الميثول الإستروجيني، أنتجت الخلايا عدد أقل من أنابيب الكولاجين وكتل أكثر صلابة.
المجموعة الاستهلاكية أوصت الأشخاص الذين يرغبون في خفض معدلات تعرضهم لمادة ثنائي السفينول يجب عليهم الإبتعاد عن الأغذية المعلبة والحاويات البلاستيكية المكررة الصنع (والتي تشترك مع الصمغ في رمز التعرف السابع وغيرها من المواد البلاستيكية) إلا إذا رغبوا في تغليف البلاستيك فإنه يشترط عليهم أن تكون المادة bisphenol A-free نصحت الهيئة العالمية لعلم السموم بتجنب تسخين الطعام بالماكروويف بعلب بلاستيكية، ووضع البلاستيك في غسالة الصحون، أو استخدام المنظفات القاسية على البلاستيك. لتجنب التسرب.

## الأمينات العطرية
الأمينات العطرية هي المواد الكيميائية التي تنشأ عند صناعة المنتجات مثل الأصباغ، ومنتجات البولي يوريثين، وبعض المبيدات. وهي أيضا توجد في دخان السجائر، عوادم الوقود، وعلى طبقة اللحم المحروقة. أن الأنواع الثلاثة من الأمينات العطرية أحادية الحلقة، متعددة الحلقات، والحلقية غير المتجانسة قد وجدت في الدراسات التي أجريت مؤخرا من صحة الثدي الأمينات أحادية التدوير في مجملها صنفت كمواد مسببة للسرطان في الثدييات. أظهرت الدراسات أن النسوة اللاتي يتاولن كميات مبالغ فيها من اللحم كثير الإستواء يتعرضن للأمينات غير المتجانسة وتم اصابتهن بسرطان الثدي الذي يتزامن ومرحلة ما بعد سن اليأس اكتشف أيضا أن الأمينات غير المتجانسة لديها الفاعلية لاستسناخ الاستروجين وفي الدراسات المخبرية اكتشف أنها لديها القدرة لتحفيز نمو الأورام السرطانية في النسيج البشري.

## البِنْزِين
البِنْزِين هو مُذِيب بتروكيميائي. معظم حالات التعرض للبنزين تنبع من ثلوث الهواء الناجم عن الحرائق الصناعية، أبخرة الغازات والعوادم، فضلاً عن دخان السجائر. صنفت وكالة الأبحاث العالمية للسرطان وبرنامج السميات الوطني، صنفت البنزين على أنه مادة مسببة للسرطان للبشر. أشارت عدة دراسات إلى وجود ارتباط بين التعرض للبنزين وخطر الإصابة بسرطان الثدي. أظهرت دراسات مختبرية تم إجراؤها على الفئران أن التعرض لمستويات عالية من البنزين يقود إلى الإصابة بسرطان الثدي.

## مبيد الحشرات
على الرغم من حظر المبيدات DDT قبل أكثر من 20 سنة، إلا أن الدراسات أظهرت أنه لا يزال هناك وجود لكميات ضئيلة منها في بعض المنتجات الزراعية، وكذلك في اللبن البشري والحيواني. بينما كان هناك تناقض في ماخلصت إليها الدراسات الفردية، لذا فإن أكثر البراهين الحديثة التي تم مراجعتها شملت أن التعرض لمادة الدي دي تي قبل سن البلوغ يزيد من مخاطر الإصابة بسرطان الثدي مستقبلا .

## أكسيد الإيثيلين
أوكسيد الإيثيلين عبارة عن مادة كيمائية توجد في بعض منتجات العناية الشخصية وتدخل بشكل أساسي في صناعة العطور. يستخدم أيضاً في تعقيم أدوات طبية مختلفة. البرنامج الوطني لعلم السموم صنف أكسيد الإيثلين كمادة مسرطنة للإنسان والحيوان. بدراسة تمت من المعهد الوطني للسلامة المهنية والصحية بوجود 7,576 امرأة وُجدت علاقة طردية بين الإصابة بسرطان الثدي والتعرض لأكسيد الإثلين أثناء عملية التعقيم الطبي. أيضاً بوضع خلايا الثدي البشرية مع كميات صغيرة من أكسيد الإثلين في المختبر يمكن أن يتلف الحمض النووي في أنسجة الثدي.

## تعديل الهيدروكربونات العطرية
الهيدروكربونات العطرية هي منتجات كيميائة قابلة للإحتراق من حرق الفحم، الوقود، دخان السجائر، ومصادر أخرى مختلفة. الهيدروكربونية العطرية متعددة الحلقات غالباً ماتوجد في الهواء وفي النفَس من خلال الجسم. الهيدروكربونات العطرية متعددة الحلقات تتراكم بسهولة وبإمكانها استنساخ هرمون الاستروجين. الهيدروكربون العطرية متعددة الحلقات يمكنها أيضاً أن تكون جينات سُميّة، بمعنى أن يكون لديها القدرة على إيذاء الحمض النووي DNA.
تحرير كلوريد الفينيل
يتم إنتاج كلوريد الفينيل عند صناعة كلوريد البولي فينيل (PVC). يتم العثور على كلوريد البولي فينيل (PVC) في التغليف البلاستيكي، الملابس الخارجية، الألعاب البلاستيكية وغيرها من المنتجات البلاستيكية. يمكن ايجاد كلوريد الڤينيل في سجائر التدخين، وفي الهواء المحيط بالقمامة. يمكن أن تكون موجودة أيضاً في مياه الصرف الصحي عندما يتم صناعة PVC. صنفت برنامج السميات الوطني والوكالة الدولية لأبحاث السرطان مادة كلوريد الفينيل كمادة مسببة للسرطان لدى البشر.

## التباكو أو التدخين
حتى وقت قريب، مُعظم الدراسات لم تثبت أي وجود لزيادة خطر نسبة الإصابة بسرطان الثدي عند مدخنين التبغ. في بداية منتصف 1990, بعض الدراسات اقترحت أن زيادة خطر الإصابة بسرطان الثدي قد يكون في كلاً من المدخن والمُتعرضين لإستنشاق الدخان أو مايُسمى التدخين السلبي إذا ما تمت المُقارنة بالنساء اللاتي لا يتعرضن لإستنشاق الدخان. خلال عام 2005 كان هناك برهان كاف تم جمعه بواسطة وكالة كاليفورنيا للحماية البيئية خلص إلى أن استنشاق الدخان بشكل غير مباشر يسبب السرطان لدى صغيرات السن، تحديدا لمن لم تتجاوز سن اليأس خلصت الوكالة إلى أن الخطر يزداد بنسبة 70 %, تبعا للدراسات الإحصائية، وفي الحقيقة هناك مواد مسببة للسرطان في الثدييات عند ممارسة التدخين السلبي (التدخين بطريق غير مباشرة عن طريق استنشاق رذاذ السجائر) في العام التالي 2006 حدد الجراح العام للولايات المتحدة نفس درجة ارتفاع المخاطرة وخلص إلى أن الأدلة «توحي» بأنه مسبب للسرطان. هناك بعض الأدلة تشير إلى أن التعرض لدخان التبغ بين سن البلوغ والولادة الأولى هو الأكثر إشكالية. لأن النسيج الصدري أكثر حساسية للمواد الكيميائية المسرطنة وخلايا الصدر لا يمكن تمييزها بشكل كامل خلال فترة الإرضاع السبب المحتمل هو أن الدراسات القديمة عن التدخين النشط لم تكشف المخاطر المرتبطة بالتدخين. تم مقارنة المدخنون النشطون مع غير المدخنين (وهذي الفئة تشمل المدخنون السلبيون أي الذين لا يدخنون بشكل مباشر بل يستنشقون الدخان) الدراسات الحديثة استبعدت المدخنون السلبيون من المجموعة، بشكل عام أظهرت ارتفاع مخاطر الإصابة المرتبطة مع المدخنين النشطين جنبا إلى جنب مع المدخنين السلبيين

## التدخين السلبي
استنشاق التدخين السلبي يزيد من احتمال الإصابة بسرطان الثدي بنسبة 70٪ عند الشباب، وأساساً عند النساء قبل انقطاع الطمث. خلصت وكالة حماية البيئة في كاليفورنيا إلى أن التدخين السلبي يُسبب سرطان الثدي. وكذلك الجراح العام للولايات المتحدة خلص إلى ان الأدلة «توحي» بأنه مسبب للسرطان. هناك بعض الأدلة تثبت أن التعرض لدخان التبغ هو أكثر مسبب لمشاكل البلوغ والولادة الأولى. السبب الذي يبدو نسيج الثدي أكثر حساسية للمواد الكيميائية المسرطنة في هذه المرحلة هو أن خلايا الثدي لا تفرق بشكل كامل حتى الرضاعة.

## الأشعاع
النساء اللواتي تعرضن لجرعة ايونية إشعاعية للصدر، لعلاجهن من السرطان مثلا لهن ارتباط وخطورة الإصابة بسرطان الثدي بين 2.1 إلى 4.0, وتزداد الخطورة بزيادة الجرعة بالإضافة إلى أن المخاطر تكون أعلى لدى النساء اللاتي يتعرضن للإشعاعات قبل بلوغهن سن الثلاثين عندما لايزال هناك نمو في الثدي

## الديوكسينات
الديوكسينات (بشكل أكثر تفصيلاً الدي بنزوديوكسينات متعددة الكلور) هي مواد كيميائية تنتج عند حرق المنتجات المكلورة مثل بوليفينيل كلوريد (PVC). يحصل ذلك عندما تستعمل المنتجات المكلورة في بعض الصناعات التحويلية. تلحق الديوكسينات أيضاً إلى الهواء عند تفكك وقود الغازولين والديزل. الديوكسينات قابلة للتراكم الحيوي، أي أنها تستقر وتبقى في دهن البشر والحيوانات لمدة طويلة من الزمن. هناك العديد من الأنواع المختلفة من الديوكسينات ولكن فقط قلة منهم مصنفة من قبل وكالة حماية البيئة كمسرطنات بشرية أكيدة ومشوشات للهرمونات الصماوية. رغم أن الديوكسينات تطفو في الهواء فإنها تستقر في النهاية على سطوح النباتات والخضار. هذه الأعشاب والنباتات التي تأكلها الأبقار والحيوانات الأخرى. الإنسان في نهاية المطاف يتناول المنتجات، الحليب، البيض، واللحوم التي تنتجها هذه الحيوانات التي تستهلك النباتات المغطاة بالديوكسين. الديوكسينات ضارة أكثر عندما نتناولها بهذه الطريقة. أكدت العديد من الدراسات بأن ارتفاع مستوى الديوكسين قد يزيد من مخاطر الإصابة بسرطان الثدي. وقد أُجريت دراسة في عام 1976 بعد انفجار مصنع للمواد الكيميائية في سيفيزو، إيطاليا والذي أكدٌ بأن مستويات الديوكسين العالية التي يتعرض لها جسم المرأة يزيد من احتمالية الإصابة بسرطان الثدي إلى أكثر من الضعف.

## الضوء في الليل واضطراب ايقاع الساعة البيولوجية
في عام 1978م كوهين وآخرون. الاقتراح الذي يؤيد تقليل إنتاج هرمون الميلاتونين ربما يسهم بزيادة خطورة الإصابة بسرطان الثدي ويذكّر بأن الإضاءة البيئية تعتبر عامل مساعد ممكن! أجرى الباحثون في المعهد الوطني للسرطان والمعهد الوطني للعلوم الصحية البيئية دراسة في عام 2005 والتي تشير أن الضوء الاصطناعي أثناء الليل قد يكون عامل مسبب لسرطان الثدي عن طريق تعطيل مستويات الميلاتونين.
في عام 2007، «العمل بنظام المناوبة الذي يتضمن اضطرابا في الساعة البيولوجية» كما تم إدراج مادة مسرطنة محتملة من قبل منظمة الصحة العالمية، الوكالة الدولية لبحوث السرطان. IARC بيان صحفي رقم 180. عدد من الدراساتت سجلت رابطا ما بين العمل في المناوبات الليلية وزيادة معدل الإصابة بسرطان الثدي تناولت مراجعة تم نشرها عام 2007 في مجلة Pineal Research المعارف الحالية للعواقب الصحية الناجمة عن التعرض للضوء الاصطناعي في الليل، بما في ذلك زيادة حالات سرطان الثدي مع شرح للآليات المسببة.

## العوامل العنصرية والاجتماعية والاقتصادية
الإصابة ومعدل الوفيات تختلف باختلاف العِرْق والوضع الاجتماعي. يرتفع معدل الإصابة مع تحسن الوضع الاقتصادي، في حين يرتبط معدل الوفيات بتدني الحالة الاقتصادية. في الولايات المتحدة يقل المعدل وترتفع معدلات الوفيات بين النسوة ذوات البشرة السمرا ويظهر الفرق هذا جليا حتى بعد ارتقاع الحالة الاقتصادية حاليا يكاد يكون مبهما مع الاختلافات العرقية في معدل الحدوث والوفيات حتى بعد تحسن الحالة الاقتصادية مقارنة مع النساء ذوات البشرة البيضاء، والإسبانيات وآسيويات الأصول اللواتي يقمن في الولايات المتحدة
لوحظ في العديد من الدراسات أن النساء ذوات البشرة السوداء أكثر عرضة للوفاة بسبب سرطان الثدي على الرغم من أن النساء ذوات البشرة البيضاء أكثر تشخيصا بالمرض حتى بعد التشخيص، فإن النساء السود أقل حظاً في الحصول على العلاج مقارنةً بالنساء البيض. لدى بعض الأساتذة نظريات متعددة بخصوص هذا التباين، تشمل العمل على دراسات مسحية غير كافية، الافتقار لأغلب التقنيات الجراحية والطبية، وبعض السمات الحيوية للأمراض في المجتمع الأفريقي الأمريكي اقترحت بعض الدراسات أن نتائج التبيان العرقي في سرطان الثدي ممكن أن تعكس الانحياز الثقافي مقارنة بإختلافات المرض الحيوي الافتقار للتباين في التجارب الإكلينيكية لمعالجة سرطان الثدي ممكن أن يساهم في هذا التباين، وفي الأبحاث الحديثة تمت الإشارة إلى أن النساء ذوات البشرة السمراء لديهم الاحتمال الأكبر في تواجد مستقبلات سرطان الثدي الاستروجينية السلبية والتي لا تستجيب للمعالجات الهرمونية والتي بدورها تكون فعالة في النساء ذوات البشرة البيضاء وجاري البحث حالياً لتحديد مساهمة كل من العوامل البيولوجية والثقافية.
جزء من اختلاف معدل الحدوث المتعلق بالعرق والحالة الاقتصادية ربما يفسره الاستخدام السابق للهرمون بديلا للعلاج: عوامل نتائج البحوث عنها غير حاسمة

## الشاي
بحث واحد نشر بتاريخ 2009 أظهر أن تناول الشاي الأحمر والأخضر بكميات متوسطة (3 أكواب وأكثر في اليوم) بإمكانه تقليل خطر الإصابة بسرطان الثدي بنسبة 37% بين النساء التي تقل أعمارهن عن 50 سنة. مقارنة بمن لم يشربن الشاي إطلاقًا ولكن لم توجد علاقة تربط جميع النساء على أية حال، تلك الدراسة تم نقدها بأنها غير دقيقة بالإضافة لدراسة أخرى أوصت بعدم وجود رابط بين سرطان الثدي وتناول الشاي بالمجمل، ولكنها وجدت بأن هناك ترابط عكسي بين تناول المشروبات المحتوية على الكافيين وخطر الإصابة بسرطان الثدي بعد سن اليأس
بخصوص الشاي الأخضر على وجه التحديد، دراسة واحدة وجدت ترابط عكسي كبير بين خطر الإصابة بسرطان الثدي وكمية الشاي الأخضر المُتناولة من قِبَل النساء الآسيويات المستخدِمات لكميات قليلة من الصويا

## البيوتاديين1,3
3,1-البيوتاديين هو عامل بيئي نستطيع العثور عليه في الهواء الملوث، ويمكن أن يُنتج عن طريق محركات الإحتراق، وكذلك مصافي تكرير البترول. إنه وُجِد في دخان السجائر، ويُستخدم أيضاً في صنع ومعالجة بعض منتجات المطاط الصناعي ومبيد الفطريات. برنامج السميات الوطني صنف البوتادين 1,3 كمادة تسبب السرطان لدى البشر. وذكرت وكالة حماية البيئة بأن الناس توضع أساسا على اتصال مع هذه المادة الكيميائية من خلال وسائل استنشاق بسيطة.
إضافة الكثافة بالأشعة
يشير مصطلح (Mammographic density-الكثافة بالأشعة) إلى نسب أجزاء (المناطق المُكثفة للأشعة- radiodense area) مقارنةً (بالمناطق المنفذة للأشعة- radiolucent area) على الماموجرام، والذي هو في الأساس اشعة سينية للثدي. تكون المناطق المُكثفة للأشعة على الماموجرام بيضاء ومرتبطة مع الأقنية والبشرة الفُصيْصيّة والنسيج الضام والسوائل في الثدي. المناطق المنفذة للأشعة تكون رمادية غامقة أو سوداء ومرتبطة مع الدهون في الثدي. الكثافة الإشعاعية العالية مرتبطة بارتفاع خطر الإصابة بسرطان الثدي، لكن السبب في هذه العلاقة لم يُحدد بعد ومازال قيد الدراسة.
3==الأحمر رقم==
الأحمر رقم 3 هو مادة ملونة مستخدمة في بعض الأطعمة. في معمل اختبارات ثدي الإنسان، يسمى DNA تم إيجاد نتيجة إيجابية للضرر عندما يتم إيصاله بالرقم الأحمر. والذي يعني أنه سم جيني
العوامل ضئيلة أو عديمة التأثير
بالقديم كان هناك خرافة تشير على أن سرطان الثدي اسمه سرطان الثدي الإجهاضي التي تشير على أن الإجهاض أحد المسببات لسرطان الثدي. هذة الخرافة كانت موضوع جدل بالماضي لكن العلم الحديث أثبت أنه لاتوجد علاقة بين الإجهاض في الشهور الأولي من الحمل ومخاطر سرطان الثدي.
حمّالات الصدر
لا يوجد دليل علمي لإثبات أن حمالات الصدر قد تسبب السرطان
لقد قيل الكثير عن احتمالية اسهام مزيلات العرق المحتوية على الألومنيوم والتي تستخدم تحت الإبط في الإصابة بسرطان الثدي، حيث أن الموقع الأكثر شيوعاً لسرطان الثدي هو الربع الخارجي العلوي من الثدي. املاح الألومنيوم كتلك المستخدمة في مزيلات العرق تم تصنيفها مؤخراً على أنها metallo estrogens- وهي فئة جديدة من الإستروجينات البيئية القوية. في البحث الذي نشرته مجلة السميات التطبيقية .أشار الدكتور فيليبا والدكتور داربر إلى أن أملاح الألمنيون تزيد معدلات الاستروجين المتعلق بالجينات في خلايا سرطان الثدي لدى البشر في المختبر لحسن الحظ، هذه العلاقة الخارجية بين أملاح الألمونيوم ونشاط الاستروجين لا تعني زيادة الاحتمالية بالإصابة بسرطان الثدى في الإنسان. عدم وجود رابط بين مزيل رائحة العرق وسرطان الثدي أصبح موضوع عدد من المقالات البحثية
لا توجد علاقة بين أدوية الخصوبة وسرطان الثدي .
نتائج الدراسات حول تأثير حمض الفوليك على سرطان الثدي متناقضة .
هنالك العديد من الفيروسات التي يُشتبه بها كمسببات لسرطان الثدي، من ضمنها فيروس الورم الحليمي، الفيروس المضخم للخلايا وفيروس إبشتاين-بار. يُعرف فيروس الورم الحليمي البشري بقدرته على تخليد خلايا سرطان الثدي عن طريق التكاثر والتي استُخدمت في البحث، ولكن يظل دور هذه الفيروسات في تكوين سرطان الثدي عند البشر موضوع خلاف
البشر ليسوا الوحيدين من الثدييات عرضة للإصابة بسرطان الثدي بعض سلالات الفئران، والتي تسمى فئران المنزل (الفئران الداجنة) معرضة للإصابة بسرطان الثدي والذي تتسبب به عدوى فيروس ورم الفأر الثديّ MMTV أو فيروس بتنر نسبةً لمكتشفه هانز بتنر، بواسطة الطفرات الجينية العشوائية. الاستنتاجات التي تم التوصل إليها تشير إلى أن الفيروس العضوي في سرطان الثدي البشري محتمل، لاسيما وأنه مامن برهان مؤكد يشير إلى هذا الإدعاء أن مادة MMTVتسبب سرطان الثدي لدى البشر على سبيل المثال، قد تكون هناك فروقات حرجة وخطيرة بين مسبّبات نشوء مرض السرطان لدى كل من البشر والفئران في عام 1973 تم وصف نسخة مماثلة للفيروس البشري عند الثدييات ورُبط بسرطان الثدي عند البشر في عدة دراسات وبائية صغيرة .
في القرون الماضية، كان يعتقد في الغالب أن الإصابة بسرطان الثدي هي تجربة أو عقاب إلهي. منذ عهد الطب اليوناني القديم إلى نهاية القرن السابع عشر كان التفسير السائد هو عدم اتزان أخلاط الجسم الأربع : (الدم - البلغم - الصفراء - السوداء). في بداية القرن الثامن عشر، كان مذهب الأخلاط مرفوض بصفة عامة. ظهرت الكثير من النظريات المرتبطة غالبا ً بالنشاط الجنسي : في عام 1713 صرح برناردينو رمازيني أن سرطان الثدي ينمو بمعدلات أعلى عند الراهبات مقارنة ً بالنساء المتزوجات كون الراهبات لا يمارسن أي نشاط جنسي، وأن قلة النشاط الجنسي أمر غير طبيعي يسبب عدم استقرار الثدي، ورد آخرون أن السبب هو الإفراط في النشاط الجنسي. تضمنت نظريات أخرى من القرن الثامن عشر أنواع مختلفة من المشاكل مع حركة سوائل الجسم، مثل: الانسداد اللمفاوي، وتخثر حليب الثدي أو التحول إلى صديد بعد الإصابة.
في العصر الحديث، النساء غالبا يلمن أنفسهن. ربما نتيجة الحمية الغذائية التي يتبعونها، تاريخ الإنجاب والقرار حول إرضاع الطفل أو مستوى اللياقة لديها هي السبب .
1. ↑  Olson, James Stuart (2002). Bathsheba's Breast: Women, Cancer and History. Baltimore: The Johns Hopkins University Press. ص. 199–200. ISBN:0-8018-6936-6. OCLC:186453370. مؤرشف من الأصل في 2020-08-13.
2. ↑  Excel chartfor Figure 1.1: Breast Cancer (C50), Average Number of New Cases per Year and Age-Specific Incidence Rates, UK, 2006-2008 at Breast cancer - UK incidence statistics at Cancer Research UK. Section updated 18/07/11. نسخة محفوظة 29 مارس 2012 على موقع واي باك مشين.
3. ↑  Byers T، Graham S، Rzepka T، Marshall J (مايو 1985). "Lactation and breast cancer. Evidence for a negative association in premenopausal women". American Journal of Epidemiology. ج. 121 ع. 5: 664–74. DOI:10.1093/aje/121.5.664. PMID:4014158.

- مورثة BRCA وعلاقة سرطان الثدي بالوراثة
- سرطان الثدي (Breast Cancer) | اسباب اعراض علاج